# Minsk-Arena

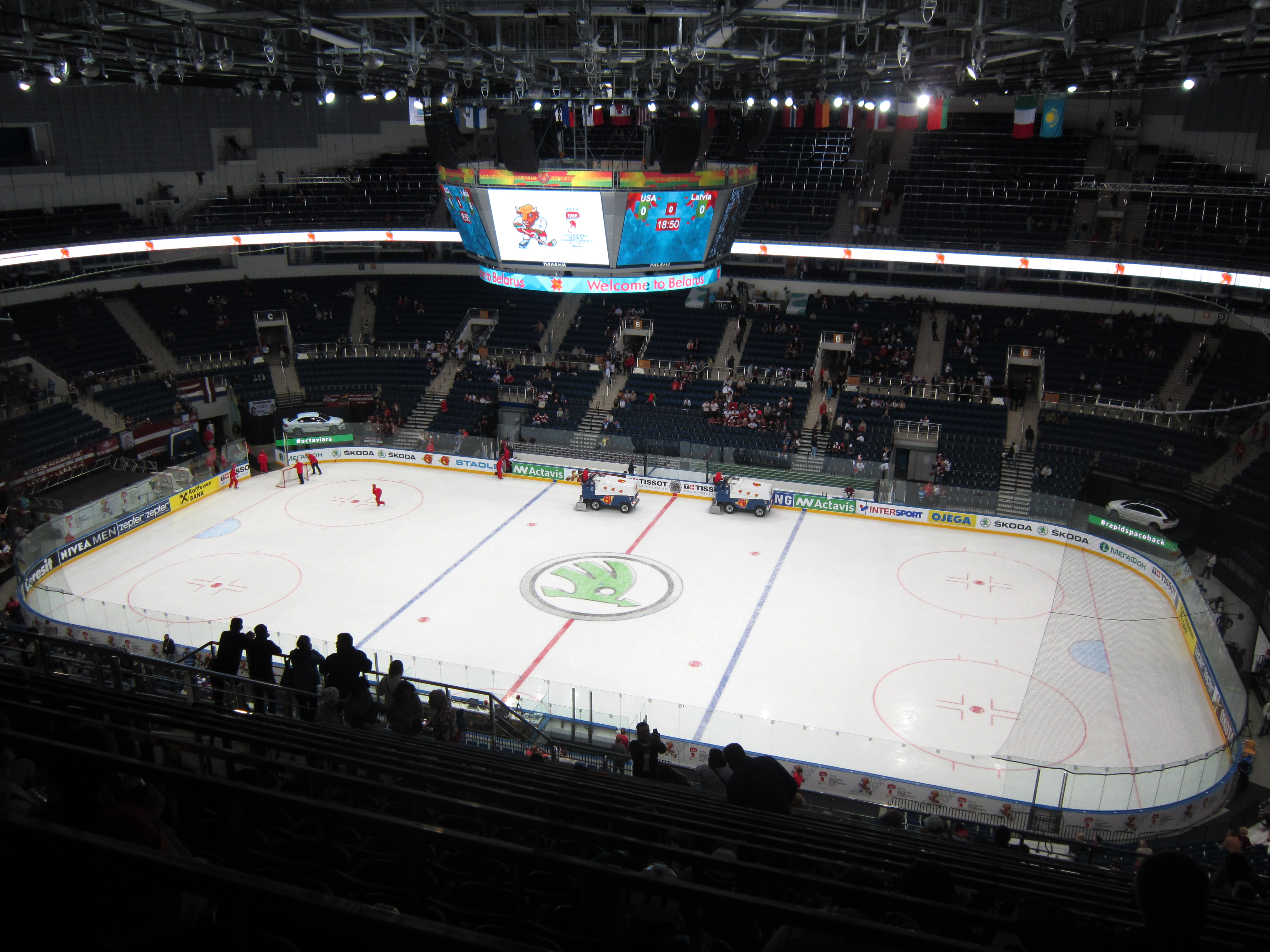
Interiör

Minsk-Arena (belarusiska: Мінск-Арэна) är en inomhusarena i Belarus huvudstad Minsk.

## Historia
Minsk-Arena komplexet är unikt i sin komplexitet och funktionalitet, inte bara i Belarus men även i hela Europa. Arenan inkluderar en flersports- och underhållningsarena för 15 000 åskådare, en skridskoarena för upp till 3 000 åskådare och en velodrom för upp till 2 000 åskådare.
Arenans huvudsakliga användningsområde är för ishockeymatcher, då arenan är hemmarink för Minskklubben HK Dinamo Minsk i Kontinental Hockey League, denna ligas största arena. Arenans officiella öppning hölls den 30 januari 2010 när en internationell ishockeymatch hölls i arenan. Första matchen i arenan hade dock redan spelats, den 14 januari 2010, då Dinamo Minsk mötte Metallurg Magnitogorsk från Ryssland. Man har även diskuterat att genomföra bandy-VM för herrar i arenan. Arenan är också listad som en av två huvudarenor för Världsmästerskapet i ishockey för herrar 2014. Ett annat evenemang som arrangerats i arenan var Junior Eurovision Song Contest 2010, som hölls i arenan den 20 november 2010.

## Konserter

### Hållna
- Combichrist, Rammstein - 7 mars 2010
- Scorpions - 29 april 2010
- Dr. Alban, Snap!, Cotton Eye Joe Show, Brooklyn Bounce, Mr. President, 2 Unlimited, ICE MC - 4 juni 2010
- Elton John - 26 juni 2010
- Sting - 18 september 2010
- Joe Cocker - 1 oktober 2010
- José Carreras - 16 oktober 2010
- Junior Eurovision Song Contest 2010 - 20 november 2010
- Roxette - 12 mars 2011
- Shakira - 19 maj 2011
- Moby - 12 juni 2011